# Cardiosace litulifera
Cardiosace litulifera är en fjärilsart som beskrevs av Walker 1856. Cardiosace litulifera ingår i släktet Cardiosace och familjen nattflyn. Inga underarter finns listade i Catalogue of Life.